# بين تومسون (لاعب هوكي جليد)
بين تومسون هو لاعب هوكي جليد كندي، ولد في 16 يناير 1993 في أورنجفيل في كندا.

## وصلات خارجية
- بين تومسون على موقع دوري الهوكي الوطني (الإنجليزية)
- بين تومسون على موقع EliteProspects.com (الإنجليزية)
- بين تومسون على موقع HockeyDB.com (الإنجليزية)
- بين تومسون على موقع Hockey-Reference.com (الإنجليزية)